# Черниговка (Архаринский район)
В Амурской области в Свободненском районе тоже есть село Черниговка.
Черни́говка — село в Архаринском районе Амурской области, центр Черниговского сельсовета.
Село Черниговка стоит на автотрассе областного значения Архара — Домикан, расстояние до Архары — 26 км. От Черниговки до правого берега реки Бурея — около 14 км. Рядом с селом проходит Забайкальская железная дорога.

## История
В 1902 году был построен дом на берегу небольшой речушки семьей Бабченко, первыми жителями будущего села. В честь первых поселенцев эта река была названа Бабчей. В настоящее время от речушки осталось одно русло.
В 1903 году прибыли первые поселенцы — несколько семей из Черниговской губернии, которые поселились рядом с семьей Бабченко. Село стали именовать Черниговка. Маленький населенный пункт состоял из 10 дворов. В центре его располагался огромный деревянный крест, возле которого проводились религиозные обряды, праздники и т. д. приезжим попом из соседней деревни Домикан.
В 1910 году открылась первая на селе школа в маленьком неприспособленном доме на Нижней улице.
Дорог не было. Была одна сплошная улица, а на месте нынешних улиц «Строительной» и «Молодёжной» были луга. Вся сельскохозяйственная работа выполнялась вручную или работали на лошадях. В селе была большая конюшня, где содержали лошадей для этой работы.
В 1929 году появились новые постройки: здание медпункта, для которого закупили новую мебель и медицинские инструменты, магазин, который находился возле шоссейной дороги. В маленьком клубе ежедневно демонстрировались кинокартины, также проходили вечера танцев, концерты.
Лишь в 1959 году провели электрический свет в село. Люди стали покупать радиоприёмники, а телевизоры сельчане стали покупать в конце 1960-х годов. Построили детский сад, столовую.
В 1978 году на Центральной улице появилось двухэтажное здание новой школы, с классами, спортивным залом, столовой и мастерскими. 27 октября 1978 года все дети начали обучаться в этом здании.
В 1987 году построен детский комбинат. За десятилетие появились три новых улицы «Молодёжная», «Строительная», «Советская». В 1988 году улица «Строительная» переименована в улицу имени Татьяны Васильевны Шелепенкиной, погибшей при спасении детей на пожаре.

## Население
| 2002 | 2010 | 2012 | 2013 | 2014 | 2015 | 2016 |
| ---- | ---- | ---- | ---- | ---- | ---- | ---- |
| 320  | ↘233 | ↘215 | ↘198 | ↘197 | ↘196 | ↘182 |
| 2017 | 2018 |      |      |      |      |      |
| ↘160 | ↘149 |      |      |      |      |      |